# Niklovens Fransaint
 (avril 2025).
Niklovens Fransaint, né en 1996 à L'Estère (Haïti), est un poète, traducteur et éditeur haïtien.

## Biographie
Originaire de L'Estère, dans le département de l'Artibonite en Haïti, Niklovens Fransaint grandit aux Gonaïves. Il s'intéresse très tôt à la poésie et à la lecture. Il commence à publier ses textes en 2017 dans des revues et anthologies en Haïti, en France.
Il a étudié les sciences de l'éducation à l'université INUKA à Port-au-Prince. En 2019, il s'installe en France, à Montpellier, où il cofonde l'association L’Appeau’Strophe en 2021, qui devient une maison d'édition en 2022.

## Œuvres

### Poésie
- Ce bruit que fait vivre, L’Appeau’Strophe, 2022
- Délit d’ombre, Éditions Unicité, 2023
- Dans powèm pou sèl sezon flè / La danse du poème pour seule saison de fleurs, Caraïbéditions, 2024

### Traductions
- Lapidation (Kalonnen) de Ricardo Hyppolite, L’Appeau’Strophe, 2023

## Activités éditoriales
En 2022, Niklovens Fransaint cofonde la maison d'édition L’Appeau’Strophe à Montpellier, spécialisée dans la poésie contemporaine. Il en est l'éditeur principal et dirige plusieurs collections, dont :
- Âmes libres
- Âmes poétiques
- Deux rivages (dédiée à la traduction)
- Chant Ininterrompu (prose poétique)
- Floraison d’incendie (théâtre)

La maison d'édition organise également le festival "Les Mages Poétiques" à Montpellier.

## Engagements pédagogiques
Niklovens Fransaint anime régulièrement des ateliers d'écriture en milieu scolaire et associatif. En 2024, il est en résidence d'auteur au Moulin Blanchard, à Perche-en-Nocé, où il mène des ateliers au Collège Yves Montand de Val-au-Perche sur le thème "L’Autre et l’Ailleurs".
Il intervient également auprès d'associations telles que le Greta CFA Montpellier Littoral et ATD Quart Monde.

## Distinctions

### Prix littéraires
- 2018 & 2020 : Prix international de poésie Léopold Sédar Senghor
- 2023 : Prix de l'Invention poétique (Balisaille)

### Nominations
- 2023 : Prix  Léon-Paul Fargue
- 2023 : Prix Fètkann Maryse Condé

### Concours de poésie
- 2017 & 2019 : Prix Poésie en liberté
- 2017 : Prix spécial Dis-moi dix mots
- 2018 & 2020 : Prix Matiah-Eckhard